# Dish TV
Dish TV (estilizado como dishtv) é um provedor indiano de serviços de transmissão direta via satélite. É uma divisão da Zee Network Enterprise (Essel Grupo Venture). Ela usa tecnologia de compressão digital MPEG-2, usando o satélite NSS-6 localizado na posição orbital de 95 graus de longitude leste para fazer as transmissões. O diretor, gerente e chefe de negócios da Dish TV é Jawahar Goel, que também é o promotor do Essel Group e é também o presidente da Fundação de Radiodifusão indiana. Ela oferece recursos como o Guia de Programação Electrônico (EPG), bloqueio parental, jogos, mais de 400 canais e serviços de TV interativa e filmes sob demanda. Seus principais concorrentes são a Tata Sky, Airtel digital TV, Videocon d2h e fornecedores de televisão por cabo.